# 陳遂
陳遂（?—?），字长子，西汉杜陵（治所在今陕西省西安市东南）人。
刘病已即位前在民间，和陳遂相结交。一起博弈赌钱，他常常输钱给刘病已。刘病已即位为汉宣帝，任用他为吏。官至太原郡太守。汉宣帝对他说，你现在官尊禄厚，可以补偿你当年输掉的钱了。汉元帝时，陳遂担任京兆尹、廷尉。其孙陈遵。
| 前任： 成     | 西汉京兆尹 前48年—前47年 | 繼任： 范   |
| 前任： 解延年 | 西汉廷尉 前47年—前45年   | 繼任： 尹忠 |